# مقبرة ميهو

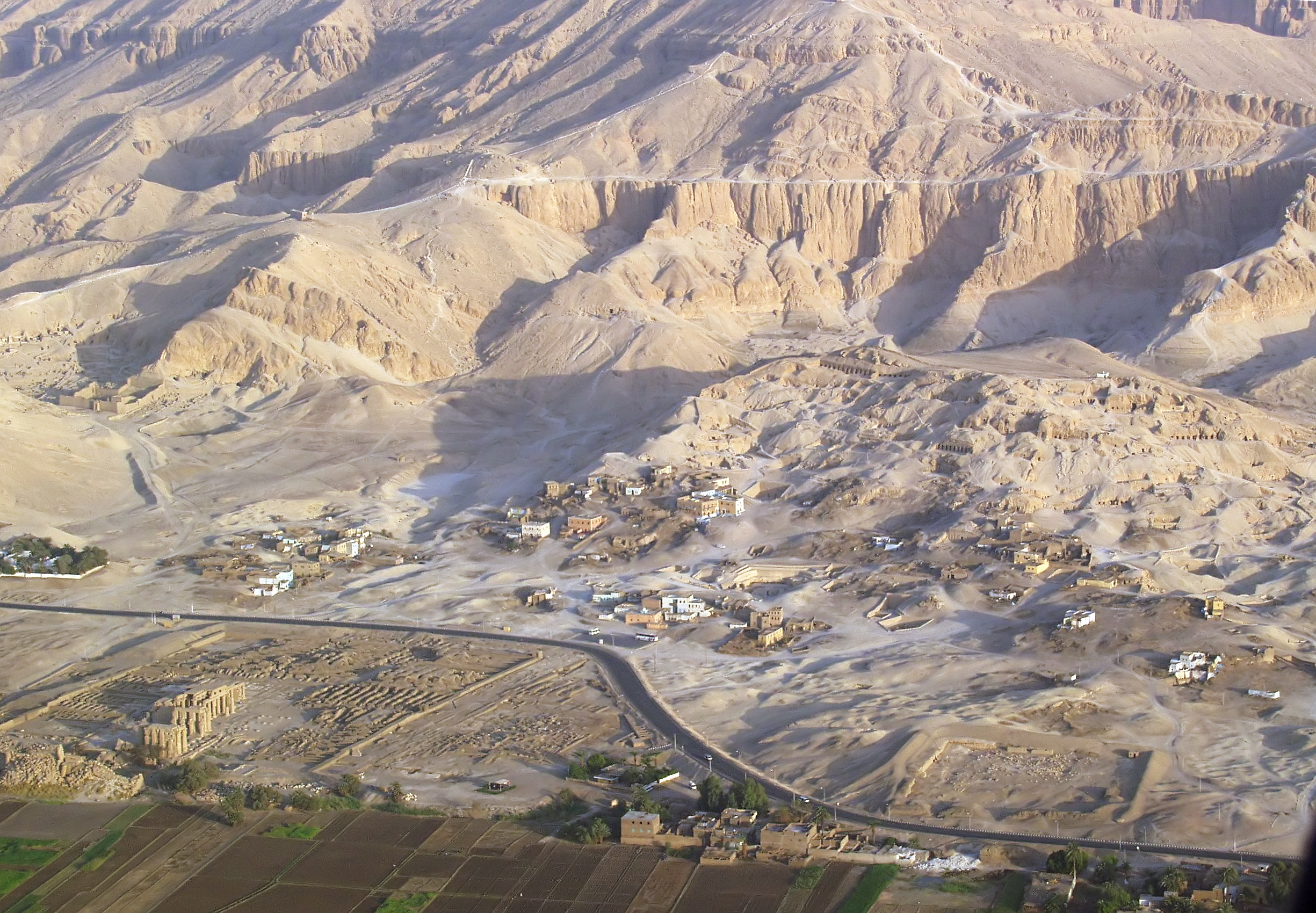
عرض جوي لمقابر النبلاء بالأقصر.

مقبرة ميهو، هي أحد مقابر النبلاء المكتشفة في الأقصر، وهي تخص الوزير ميهو الذي عاش في عصر الأسرة السادسة الفرعونية. وهو صاحب مقام رفيع يحمل لقب "المشرف على هرم الملك بيبي الأول.

## الأكتشاف
أكتشفت مقبرة ميهو بعد ان قامت مصلحة الآثار المصرية بإجراء حفائر عام 1940 ميلاديا في المقبرة.

## اهميتها
ترجع أهميتها إلى الحالة المثالية لنقوشها الملونة، خاصة نقوش مقصورة القرابين التي لم تمس ألوانها. وتعد هذه المقبرة مثالاً للجمال الذي كانت عليه نقوش أصحاب المقام الرفيع.

## وصف المقبرة
تعد هذه المقبرة مثالاً للجمال الذي كانت عليه نقوش أصحاب المقام الرفيع. ويعقب المدخل ممر يؤدي إلى غرفة صغيرة منقوشة بمناظر قنص وصيد للأسماك في المستنقعات. ويلي الغرفة دهليز مستقيم منقوش بمناظر زراعة وصيد للأسماك، ويؤدي إلى ثلاث غرف: الغرفة المربعة للقرابين ومقصورة كبيرة للقرابين ومقصورة صغيرة مكرسة للمدعو مري-رع-عنخ".
وتعد مقصورة القرابين الغرفة الأكثر أهمية وأناقة، حيث تبرز النقوش الغائرة من خلفية غير عادية ذات لون أزرق رمادي. وهناك باب وهمي رائع؛ في شكل لوحة بنقوش من نصوص هيروغليفية تتألق على خلفية باللون الأحمر المعتم، في تقليد للجرانيت.